# Dance & Breakfast
Dance and Breakfast è un album di Danijay, pubblicato nel 2006.

## Tracce
1. L'Impazienza - 3:12 (Bikini)
2. Encanto - 4:00 (Spanglish Extended)
3. The Sound of Love - 4:27 (Extended)
4. Vampires - 5:46 (Extended)
5. L'Impazienza - 5:14 (XXL Canotta Version)
6. Turn Around - 3:41 (Extended)
7. Condition - 4:17 (DJ Morgan Elektro RMX)
8. Luna Nera - 4:19 (Live)
9. I Fiori di Lillà - 5:36 (Gabry Ponte RMX)
10. Happiness - 4:38 (Remake 2006)
11. Arcobaleno - 5:01 (Feat. Roby Rossini)
12. Say Me - 4:06
13. Il Tauro - 4:22
14. Turn Around - 5:01 (Sander RMX)
15. L'Impazienza - 5:02 (Provenzano DJ RMX)
16. L'Impazienza - 5:05 (Jordi Carreras Spanish RMX)
17. Tonight - 3:02